# Isabella Laughland
Isabella Laughland é uma atriz inglesa, escolhida para interpretar Liane em Harry Potter e o Enigma do Príncipe.

## Filmografia
| Ano  | Título                              | Papel |
| ---- | ----------------------------------- | ----- |
| 2009 | Harry Potter e o Enigma do Príncipe | Liane |
| 2011 | Black Mirror                        | Swift |
| 2012 | Agora e Para Sempre                 | Beth  |
| 2018 | Slaughterhouse Rulez                | Kay   |